# Tobrilus allophysis
Tobrilus allophysis is een rondwormensoort uit de familie van de Tobrilidae. De wetenschappelijke naam van de soort is voor het eerst geldig gepubliceerd in 1919 door Steiner.